# Hartmeridiaan

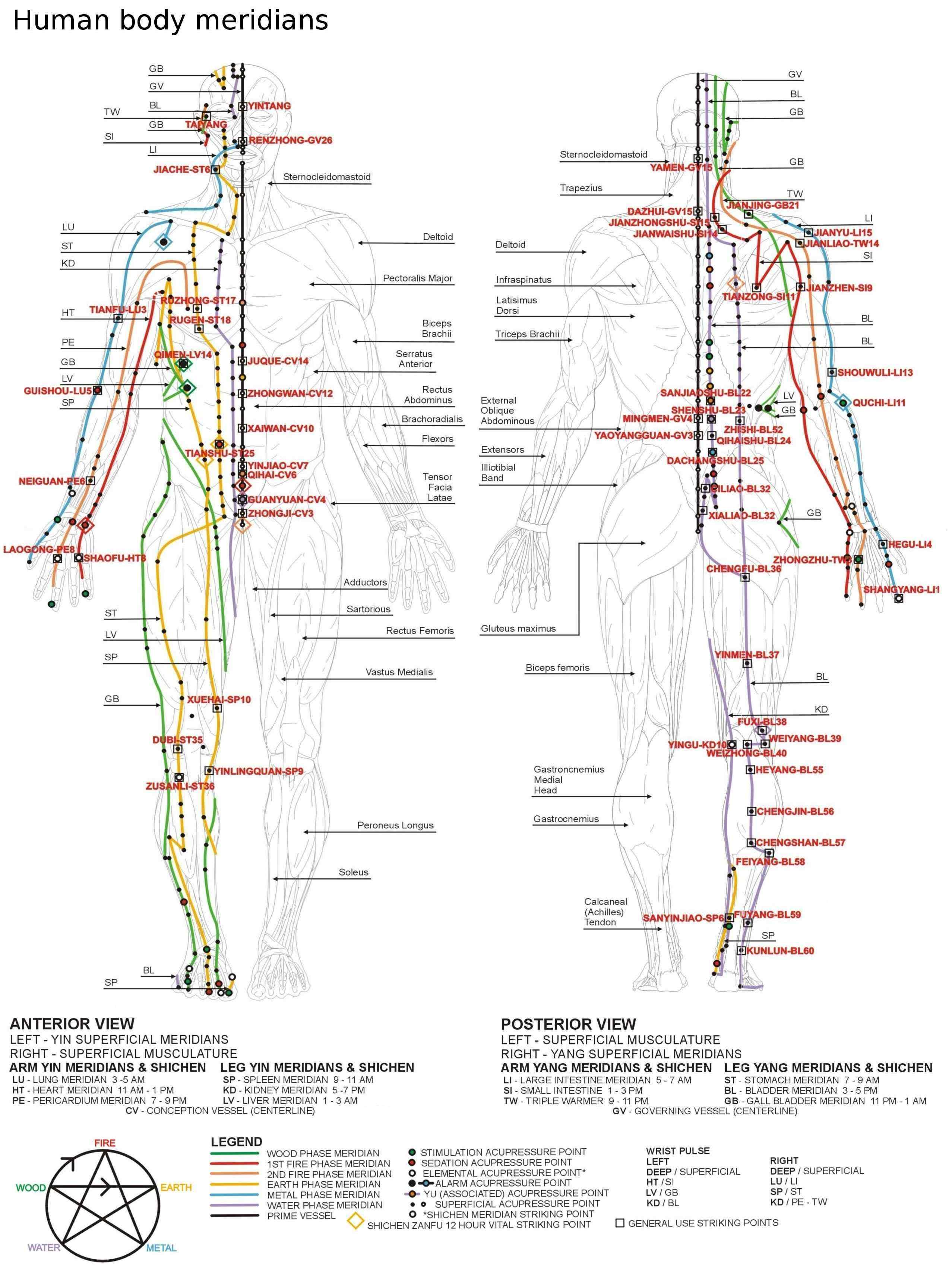
Overzicht van de 12 belangrijkste meridianen

De hartmeridiaan (Shou Shao Yin) is een van de 12 belangrijkste meridianen in de traditionele Chinese geneeskunde.
De meridiaan loopt zowel aan de linker- als aan de rechterkant van het lichaam. De meridiaan begint bij de oksel en loopt langs de elleboog naar de pink. Een aftakking van deze meridiaan loopt vanaf de elleboog naar het oog, terwijl een derde tak via de longen naar het middenrif loopt en eindigt bij de dunne darm. Volgens de traditionele Chinese geneeskunde is deze meridiaan een yinmeridiaan en behoort deze tot het element vuur. Tussen 11:00 en 13:00 uur zou deze energie het meest actief zijn. Op de hartmeridiaan zitten negen punten die gebruikt worden binnen de acupunctuur, acupressuur en reflexologie en deze zouden invloed hebben op mentale functies, hart, tong en uitbundigheid.
longmeridiaan · dikkedarmmeridiaan · dunnedarmmeridiaan · maagmeridiaan · miltmeridiaan · hartmeridiaan · blaasmeridiaan · niermeridiaan · pericardiummeridiaan · drievoudige verwarmermeridiaan · galblaasmeridiaan · levermeridiaan